# Australiska öppna 2023
Australiska öppna 2023 spelades på Melbourne Park i Melbourne i Australien 16–29 januari 2023. Australiska öppna är en årlig Grand Slam-turnering i tennis. Turneringen var 2023 öppen för damer och herrar i singel, dubbel och mixed dubbel samt för juniorer och rullstolsburna i singel och dubbel.

## Tävlingar

### Herrsingel
- Novak Djokovic besegrade  Stefanos Tsitsipas, 6–3, 7–6(7–4), 7–6(7–5)

### Damsingel
- Aryna Sabalenka besegrade  Jelena Rybakina, 4–6, 6–3, 6–4

### Herrdubbel
- Rinky Hijikata /  Jason Kubler besegrade  Hugo Nys /  Jan Zieliński, 6–4, 7–6(7–4)

### Damdubbel
- Barbora Krejčíková /  Kateřina Siniaková besegrade  Shuko Aoyama /  Ena Shibahara 6–4, 6–3

### Mixed dubbel
- Luisa Stefani /  Rafael Matos besegrade  Sania Mirza /  Rohan Bopanna, 7–6(7–2), 6–2